# André Balbon
 (mai 2015).
Si vous disposez d'ouvrages ou d'articles de référence ou si vous connaissez des sites web de qualité traitant du thème abordé ici, merci de compléter l'article en donnant les références utiles à sa vérifiabilité et en les liant à la section « Notes et références ».
André Balbon, né dans le 4e arrondissement de Paris le 18 juin 1902 et mort le 30 mars 1984 à Alicante (Espagne), est un chanteur d'opéra et d'opérette français (baryton-basse). Il se spécialisa surtout dans les rôles de composition.

## Biographie
Sa première apparition sur scène remonte à 1924, dans Les Burgraves, drame lyrique de Léo Sachs, créé au Théâtre des Champs-Élysées.
Par la suite, on le retrouve surtout en province, jusqu'à ses débuts à l'Opéra-Comique, le 1er novembre 1928, dans le rôle d'un officier dans Lorenzaccio de Moret. Jusqu'aux années 1940 il sera membre de la troupe, se produisant dans un vaste répertoire, au sein duquel on compte les créations du Bourgeois de Falaise de Thiriet (Sottencourt), Comme ils s'aiment de Lavagne (Lustrac), Esther de Carpentras de Milhaud (Cacan), Fou de la Dame de Delannoy (le cavalier noir), Frasquita de Lehar (Aristide), Georges Dandin de Max d’Ollone (Sottenville), Nuit Embaumée d'Hirschmann (Ali), Mon Oncle Benjamin de Bousquet (Pontcassé), Rayon des Soieries de Rosenthal (Monsieur Loyal), Riquet à la Houppe de Hüe (Marquis de Carabas), le Roi d'Yvetot d'Ibert (Renaud), le Testament de Tante Caroline de Roussel (Maître Corbeau), Tout Ank Amon de Pérez (Hapousend), Vieux Garçons d'Urgel (von Petersboom), et Zadig de Duperrier (Arimage).
On le trouve aussi distribué dans le grand répertoire : Angélique (le Nègre), le Barbier de Séville (Basile), la Bohème (Colline) le Bon roi Dagobert (Éloi), les Brigands (le chef des Carabiniers), Carmen (Zuniga), les Contes d’Hoffmann (Lindorf), l'Étoile (Sirocco), Gargantua (trois rôles), Gianni Schicchi (rôle-titre), la Habanéra (le Vieux), Louise (le bricoleur, le chiffonnier), Madame Butterfly (Sharpless), Manon (le Comte), Le Mariage Secret (Comte Robinson), le Médecin malgré lui (Sganarelle), Mignon (Lothario), Philémon et Baucis (Vulcain), le Roi malgré lui (Villequier), la Rôtisserie de la Reine Pédauque (d'Astarac), le Roi d'Ys (le Roi), Tosca (Angelotti), la Traviata (le docteur), et Werther (Bruhlmann).
En 1933 il crée le rôle-titre dans l'opérette de Marc Berthomieu Robert Macaire, au Grand Théâtre du Havre. En 1934 il est Popoff dans La Veuve joyeuse au Théâtre de la Gaîté-Lyrique, rôle qu'il reprendra au Grand Théâtre de Genève en février 1954, aux côtés de Jacques Jansen en Danilo.
Pendant deux saisons, en 1953–55, Balbon se produit au Théâtre de la Monnaie de Bruxelles, dans Calchas (La Belle Hélène), Pomarel (La Chaste Suzanne de Jean Gilbert), Gaspard (Les Cloches de Corneville) et le Baron de Gondremark (La Vie parisienne). Il est aussi de la création de Feu d'artifice d'Erik Charell et Jurg Amstein, musique de Paul Burkhard auprès de Suzy Delair, auThéâtre Marigny en 1952. Il chante Robinet à la création de Colombe, comédie lyrique de Jean-Michel Damase d'après la pièce de Jean Anouilh, à Bordeaux, le 5 mai 1961.
Enfin, pendant deux décennies, mais particulièrement pendant les années 1950, André Balbon fut un des piliers de la troupe de la radio (RTF puis ORTF), qui présentait chaque semaine un ouvrage lyrique.
Grâce aux archives de l'INA, on peut encore aujourd'hui apprécier la truculence et la drôlerie de ce grand second rôle lyrique, dans un répertoire qui va de l'opérette classique (Cacatois dans L'Île de Tulipatan d'Offenbach, Cotignac dans Madame Favart, du même) aux ouvrages plus modernes (Comtesse Maritza de Kálmán)

## Enregistrements
Extaits ORTF Encyclopédie multimédia de la comédie musicale en France

## Vie privée
Le 7 septembre 1939, André Balbon épouse à Sedan Alice Marie Richer.